# أبكر عمر سالم المشرعي
أبكر عمر سالم المشرعي شاعر سعودي، اسمه أبكر بن عمر سالم عمر بن قادري بن عمر المشرعي العجيلي ولد عام 1359 هـ الموافق 1940 في جزر فرسان.

## نبذة
درس بالمرحلة الابتدائية وتخرج منها عام 1377 هـ، ثم التحق بمعهد إعداد المعلمين الابتدائي بجازان وتخرج منه عام 1380 هـ، اشتغل بعده بالتدريس عام 1381 هـ معلما بالمرحلة الابتدائية ومرحلة إعداد المعلمين والمتوسطة والثانوية، ثم عمل مديرا لمعهد اعداد المعلمين بجزر فرسان، كما عمل موجها للتربية الفنية بمنطقة جازان، ثم انتقل للعمل مديرا إداريا بمستشفى فرسان العام، ويعمل أيضا إماما وخطيبا لجامع فرسان الكبير.
يعد المشرعي أحد رواد المسرح المدرسي بمنطقة جازان، وأحد مؤسسي النادي التهامي الرياضي بجازان، وتولى الاشراف على أول مجلة مدرسية بمنطقة جازان، بدأ كتابة الشعر في المرحلة الابتدائية، ونشر بعض قصائده في الصحف والمجلات المحلية، وقد ساهم مساهمة فعالة في النهوض بالفنون الجميلة في منطقة جازان، وأقام المعارض الفنية المتعددة لها، وتتلمذ على يديه كثير من فناني منطقة جازان.